# Сорбат калия
Сорбат калия — калиевая соль сорбиновой кислоты, получаемая методом нейтрализации сорбиновой кислоты гидроксидом калия. Представляет собой белый порошок или гранулы без запаха с нейтральным вкусом. Хорошо растворим в воде, выдерживает термообработку, способен быстро смешиваться с консистенцией продуктов и не влияет на их вкус. Широко применяется в качестве пищевой добавки и консерванта (Е202) в пищевых продуктах. В отличие от сорбиновой кислоты, хорошо растворяется в воде. Химическая формула — {\displaystyle \mathrm {C} _{6}\mathrm {H} _{7}\mathrm {K} O_{2}\ }.
Общеупотребительные названия продукта: сорбат калия, калиевая соль сорбиновой кислоты, калий сорбиновокислый, potassium sorbate, Е202.

## Обнаружение в природе
Впервые сорбиновая кислота была получена из сока рябины в 1859 году, из которой и был получен сорбат калия.

## Производство
Сорбат калия получают промышленным способом путём нейтрализации сорбиновой кислоты гидроксидом калия. Предшественник сорбата калия — сорбиновую кислоту — получают в двухступенчатом процессе путём конденсации кротонового альдегида и кетена.

## Использование
Сорбат калия используется для подавления плесени и дрожжей во многих продуктах питания, таких как сыр, вино, йогурт, сушёное мясо, яблочный сидр, безалкогольные напитки и фруктовые соки, а также в выпечке. Он используется при приготовлении таких продуктов, как сироп для горячих пирожных и молочные коктейли, которые подают в McDonald's. Его также можно найти в списке ингредиентов многих сухофруктов. Кроме того, растительные пищевые добавки обычно содержат сорбат калия, который предотвращает появление плесени и микробов и увеличивает срок годности. Он используется в количествах, при которых неизвестно никаких неблагоприятных последствий для здоровья. Сорбат калия именуется в составе продуктов питания как ингредиент «сорбат калия» или «Е202». Кроме того, он используется во многих средствах личной гигиены для подавления развития микроорганизмов и для обеспечения стабильности при хранении. Некоторые производители используют этот консервант в качестве замены парабенов. Кормление сорбатом калия через зонд снижает нагрузку на желудок патогенных бактерий. Сорбат калия также используется как подкислитель в кормах.
Сорбат калия, также известный как «стабилизатор вина», при добавлении в вино образует сорбиновую кислоту. Он служит двум целям. Когда активное брожение прекращается и вино переливается в последний раз после очистки, сорбат калия делает все выжившие дрожжи неспособными к размножению. Живущие в этот момент дрожжи могут продолжать сбраживать любой остаточный сахар в диоксид углерода (CO2) и спирт, но когда они умрут, новых дрожжей, вызывающих брожение в будущем, уже не будет. Когда вино подслащивают перед розливом в бутылки, сорбат калия используется для предотвращения реферментации при использовании в сочетании с метабисульфитом калия. Он в основном используется со сладкими винами, игристыми винами и некоторыми крепкими сидрами, но может быть добавлен к столовым винам, которые плохо сохраняют прозрачность после оклейки.
Некоторые плесневые формы (в частности, триходермы и пенициллы) и дрожжи способны детоксицировать сорбаты путём декарбоксилирования с образованием пиперилена-1,3. Пентадиен проявляется как в продукте как типичный запах керосина или нефти.

## Дозировка
Максимально допустимая дозировка сорбата калия в пищевых продуктах составляет не более 0,2%
```
на 100 кг, согласно ТР ТС 029/2012
[
7
]
:
```

- масло, маргарины — 60—120 г;
- майонез, горчица, кетчуп и др. — 100—200 г;
- мясные копчености, копченые колбасы — 200 г,
- консервированные овощи — 100—200 г/100 л рассола;
- томатное пюре (12 %) — 50—150 г;
- джемы, варенья, повидло и пр. — 70—200 г;
- плодово-ягодное пюре — 50—60 г;
- фруктовые начинки для выпечки — 150—200 г;
- фруктовые заготовки для йогуртов и других молочных продуктов — 100—150 г;
- яблочный сок-полуфабрикат — 65 г;
- виноградный сок-полуфабрикат — 65—80 г;
- концентраты фруктовых соков — 100—200 г;
- безалкогольные напитки — 40—60 г;
- газированные безалкогольные напитки — 30—40 г;
- настои трав, чай, кофе — 40—60 г;
- безалкогольные вина — 50 г;
- сахарные кондитерские изделия (конфеты, начинки для вафель, нуга, пралине, шоколад) — 150—200 г;
- мучные кондитерские изделия (бездрожжевые) — 130—200 г;
- масляный крем — 200 г;
- вино (10 % алкоголя) — 200 мг/л;
- вино (11 % алкоголя) — 165 мг/л;
- вино (12 % алкоголя) — 135 мг/л;
- вино (13 % алкоголя) — 100 мг/л;
- вино (14 % алкоголя) — 65 мг/л.

Активность сорбиновой кислоты при рН 3,5 в два раза меньше, чем при рН 3,1.

## Безопасность
Сорбат калия признан безопасной пищевой добавкой регулирующими органами в различных странах мира.
Управление по санитарному надзору за качеством пищевых продуктов и медикаментов (FDA) признаёт сорбат калия «общепризнанным безопасным» (GRAS) в США в качестве пищевой добавки для человека. Сорбат калия также указан в Регламенте Комиссии (ЕС) № 231/2012 в качестве безопасной пищевой добавки и отнесён к категории «добавки, отличные от красителей и подсластителей». Согласно исследованиям Объединённого экспертного комитета ФАО/ВОЗ по пищевым добавкам (JECFA), допустимое суточное потребление (ДСП) сорбата калия составляет 25 мг/кг массы тела, установленного в 1973 году. В 2015 году, проводя переоценку безопасности, Европейское агентство по безопасности продуктов питания (EFSA) признало ДСП, установленное раннее JECFA как токсичное для репродуктивной системы и изменило ДСП до 3 мг/кг массы тела. В 2019 году, проводя очередной пересмотр, EFSA изменило ДСП до 11 мг/кг массы тела.
В чистом виде сорбат калия является раздражителем кожи, глаз и дыхательных путей. Концентрации до 0,5% не являются значительными для раздражения кожи. В некоторых условиях, особенно при высоких концентрациях или в сочетании с нитритами, сорбат калия проявляет генотоксическую активность in vitro. В исследованиях, проведённых в 1970-х годах, не было выявлено каких-либо канцерогенных эффектов у крыс.
Соответствует стандартам качества: ВР2009, USP32, FCC6, E202.